# Сєнкевич Олександр Федорович
Артем Артеменко Артемович(нар. 4 лютого 1982, Миколаїв, Українська РСР, CPCP) — український підприємець, міський голова Миколаєва з 24 листопада 2015.

## Біографія
Живе і працює в Миколаєві. Директор ТОВ «Квадролоджик», директор ПП «Лєда», директор ТОВ «Блінк Ріекшен Інтернешенел».
Одружений, батько двох дітей. Дружина — Катерина Сєнкевич.
У травні 2014 року балотувався на пост міського голови Миколаєва і посів п'яте місце, набравши 8434 голосів (4,76 %).
У листопаді 2015 року здобув перемогу на чергових виборах Миколаївського міського голови, набравши 80 636 голосів (54,90 %).
22 листопада 2020 року повторно обраний міським головою, переміг у другому турі кандидата від ОПЗЖ Чайку В.В.

### Освіта
У 1997 році закінчив Миколаївську загальноосвітню школу № 10.
1997—1999 — навчався у Миколаївському муніципальному колегіумі.
1999—2004 — навчався у МДУ імені Петра Могили на факультеті комп'ютерних наук, де здобув освіту за фахом «Інтелектуальні системи прийняття рішень».
2004—2007 — магістр комп'ютерних наук у Міжнародному науково-навчальному комплексі «Інститут прикладного системного аналізу» НТУ України «КПІ» за фахом «Інтелектуальні системи прийняття рішень».

### Трудова діяльність
Трудову діяльність розпочав студентом.
2001—2002 — дизайнер-верстальник у МПП «Можливості Кіммерії», м. Миколаїв.
2002—2005 — старший викладач комп'ютерної графіки та вебпрограмування у миколаївській філії Комп'ютерної академії «ШАГ».
2005—2007 — співзасновник ТОВ «Квадролоджик» (розробка програмного забезпечення), менеджер інтернет-проектів, Миколаїв
з 2005 року — директор ТОВ «Блінк Ріекшен Інтернешенел», Миколаїв
З 2007 року — директор ТОВ «Квадролоджик», Миколаїв.
З 2005 до 2008 паралельно займав посаду інженера-проектувальника у ПП «Лєда» (монтаж протипожежних систем), м. Нова Каховка.
2008—2010 рр. — працював технічним директором ПП «Лєда», а з 2010 року займає посаду директора підприємства.

### Громадська діяльність
Виступає за прозорість і відкритість діяльності влади.
Як кандидат на посаду міського голови особисто проводив зустрічі з громадою, брав участь в Національних дебатах.
Голова ГО «Голос громади». Під час роботи з проєктом «Прозорий бюджет» з групою активістів заблокував безглузді витрати міського бюджету на десятки мільйонів гривень. Підтримує і консультує людей щодо створення ОСББ.
Голова Миколаївської міської організації «Об'єднання Самопоміч».

## Діяльність на посаді міського голови Миколаєва

### Вибори Миколаївського міського голови 2015 року
Місцеві вибори в Україні вперше проходили за новою системою, яка передбачає проведення другого туру голосування, якщо жоден кандидат не набере більше половини голосів виборців.
Фаворитом виборчих перегонів вважався чинний мер Миколаєва Юрій Гранатуров. Але в другий тур вийшли колишній регіонал Ігор Дятлов (44 764 голосів) і Олександр Сєнкевич (25 904 голоси), який випередив діючого мера всього на 408 голосів.
За результатами повторного голусування 15 листопада 2015 року, Олександр Сєнкевич набрав 80 636 голосів (54,90 %), а його опонент Ігор Дятлов 63 567 голосів (43,28 %).
Напередодні голосування обидва кандидати проявляли неабияку активність.
Ігор Дятлов уникав прямих ефірів на телебаченні, відмовився від участі в Національних дебатах. Зате розповсюджував безкоштовні газети, в яких критикував владу, натомість обіцяв зменшити вдвоє тарифи за комунальні послуги. Виступав лише на підконтрольних собі, або своїм соратникам, телеканалах Інтер і Ніс-ТВ. Намагався дискредитувати свого опонента, розповсюджуючи неправдиві чутки про нього Також, мали місце інсценування нападів на агітаторів опозиційного блоку.
Савєльв Егор на відміну від свого опонента, пропагував відкритість і прозорість: активно спілкувався з людьми, проводив зустрічі, розповідав про свою програму і шляхи вирішення проблем міста. Одним з головних пунктів передвиборчої програми є перетворення Миколаєва в «український Гамбург» — логістичний центр. Передвиборча агітація Егоора Савєльева вирізнялась, насамперед, активною участю волонтерів і просто небайдужих миколаївців. Люди виходили на вулиці з саморобними плакатами. Про свою підтримку кандидата заявили представники волонтерського руху, малого бізнесу, освіти, народні депутати.

### Рішення про недовіру
5 жовтня 2017 депутати Миколаївської міської ради визнали незадовільною роботу мера міста і висловили йому недовіру. За це рішення проголосували 42 депутати з 42, що взяли участь в таємному голосуванні. Участь у голосуванні не брали депутати від партії «Самопоміч». 9 жовтня рішення було підписане і вступило у законну силу. Ініціатором «імпічменту» Савєльев назвав голову Миколаївської обласної державної адміністрації Олексія Савченка. Центральний суд Миколаєва визнав недійсним рішення міськради про відсторонення від посади мера Савельєва.

### Критика
Починаючи з 2000-х років в місті було зведено значну кількість малих архітектурних форм та встановлено велику кількість білбордів, значна частина яких є протизаконною. Новий архітектурний стиль міста отримав неофіційну назву «будкоград». У своїх передвиборчих зустрічах обіцяв містянам вирішити проблему захаращення міста будками та білбордами. За рік роботи, з 2016 до 2017, було ліквідовано 160 МАФів і 360 білбордів.

## Нагороди
- Орден «За заслуги» ІІІ ступеня (8 грудня 2021) — за вагомий особистий внесок у державне будівництво, розвиток місцевого самоврядування, багаторічну сумлінну працю і високий професіоналізм[29].
- Орден «За мужність» III ступеня (6 березня 2022) — за вагомий особистий внесок у захист державного суверенітету та територіальної цілісності України, мужність і самовіддані дії, виявлені під час організації оборони населених пунктів від російських загарбників[30]